# Vlag van Kruisem
De vlag van Kruisem werd door de gemeenteraad op 23 december 2019 officieel vastgesteld als de gemeentelijke vlag van de Oost-Vlaamse gemeente Kruisem. Op 7 februari 2020 werd hij door het ministerieel besluit bevestigd en uiteindelijk gepubliceerd op 26 januari 2021 in het officiële Belgisch Staatsblad.
Officieel wordt de vlag beschreven als:
Gevierendeeld van wit en blauw, een versmald kruis van het een in het ander, over alles heen.
De gevierendeelde vlag met wit en blauw met daarop een kruis van het ene in het andere, verwijst naar het kruis in de naam Kruisem maar met twee kleuren om de dualiteit (samenvoeging van twee eenheden) weer te geven. De vlag is volledig gebaseerd op het gemeentewapen en ziet er dus helemaal hetzelfde uit.